# Eduardo Rodríguez-Losada Rebellón
Eduardo Rodríguez-Losada Rebellón, nascido na Corunha a 2 de março de 1886 e falecido na mesma cidade a 2 de novembro de 1973, foi um arquitecto e compositor galego. Losada constitui o caso do compositor diletante, cujo vínculo com a música é vocacional, já que a sua profissão foi a de arquitecto.

## Carreira

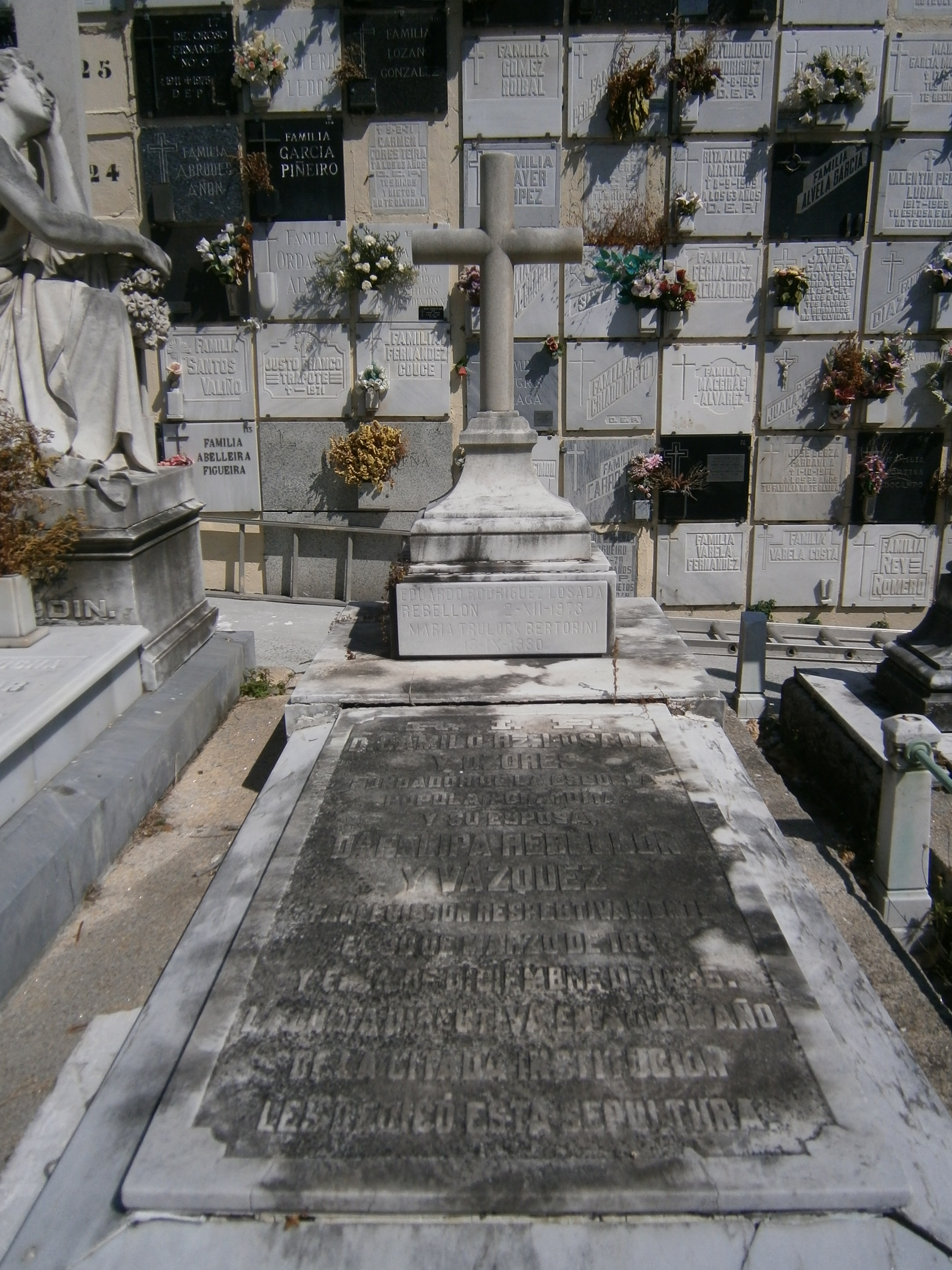
Campa no cemitério de Santo Amaro

Era filho do coronel de artilharia Camilo Rodríguez-Losada y Ozores, fundador das escolas populares gratuitas da Corunha, e de Felipa Rebellón y Vázquez.
Casou em Vilagarcía com María Trulock Bertorini a 15 de outubro de 1913, com quem teve dez filhos. A 4 de março de 1914 foi nomeado arquitecto provincial da Corunha (inicialmente interino), com 3.000 pesetas de salário. Também foi tesoureiro da Sociedade Filharmónica da Corunha, vogal do Orfeón El Eco e presidente da Associação de Arquitectos da Galiza. Em 1918 desenhou um projecto de reforma da vila de Muxía. Em 1928 foi nomeado presidente do EMDEN Foot-ball Clube, o segundo clube de futebol mais importante da Corunha na época. A 2 de maio de 1941 foi nomeado Académico de Número da Secção de Arquitectura da Real Academia de Nossa Senhora do Rosário e mais tarde, a 28 de novembro de 1954, Académico de Honor.
As suas obras originais foram doadas pelos seus filhos à Real Academia Nossa Senhora do Rosário da Corunha. Também se podem encontrar cópias na Fundação March, na Sociedade de Autores e na Propriedade Intelectual.

## Obra arquitectónica

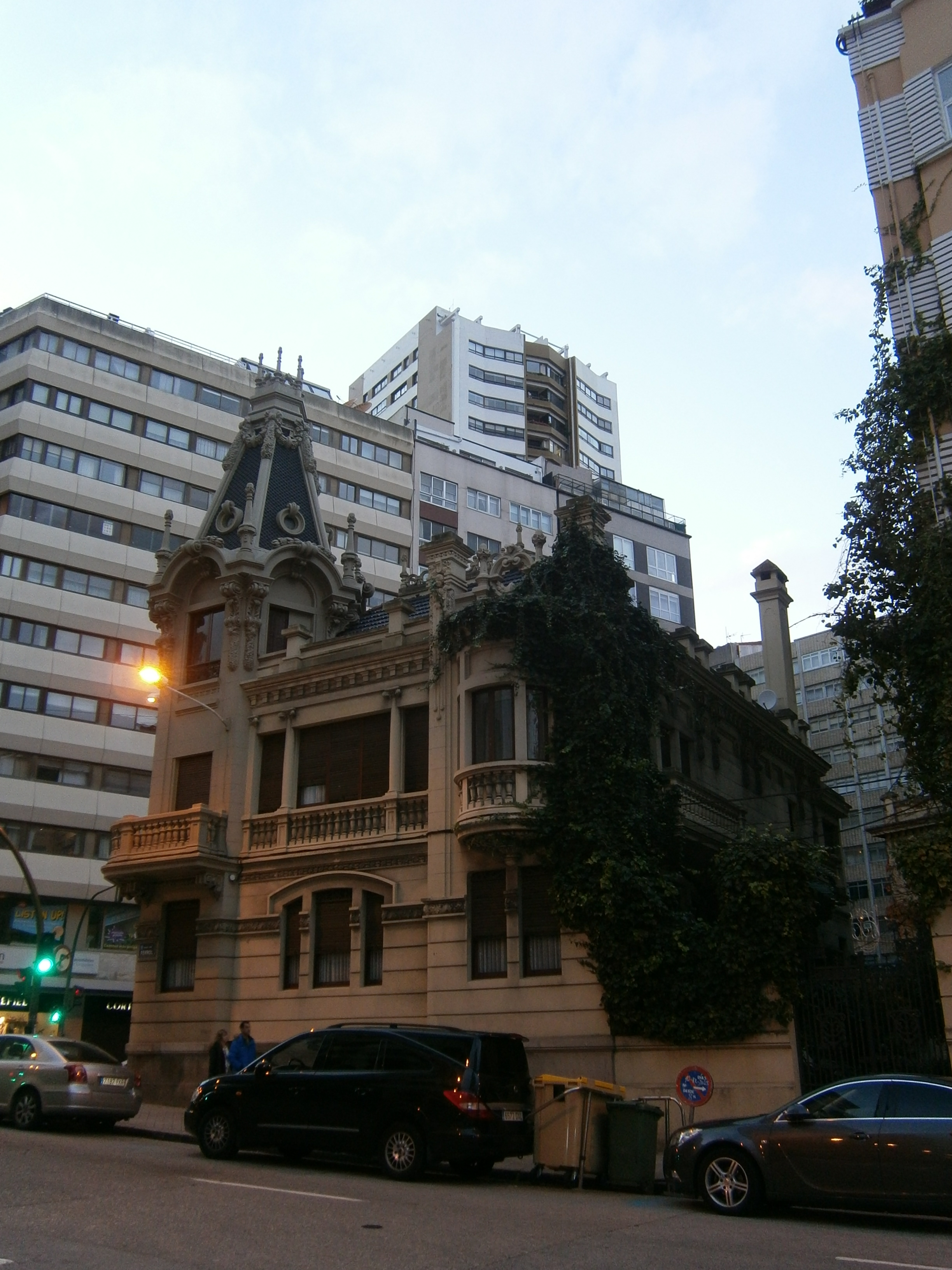
Chalé Escudero, na Rua de Ferrol (Corunha).

Rodríguez-Losada formou com Pedro Marinho e Leoncio Bescansa o grupo de arquitectos que desenvolveram o ecletismo arquitectónico na cidade da Corunha. Também fez parte da sociedade que impulsionou a construção da Cidade Jardim, na que projectou a "Villa Felisa", na qual viveu com a sua família entre 1924 e 1939.
Entre os muitos edifícios que desenhou na cidade de Corunha destacam-se o chalé Escudero (1913), a casa Cortés (1918), a casa Escariz na praça de Pontevedra (1927) e o colégio notarial (1927-1932). Em março de 1928 apresentou um projecto para a construção do novo Hospício Provincial nos terrenos da Granja Experimental da Corunha e em abril de 1929 foi designado pela Câmara Municipal da Corunha para realizar o "projecto de execução das obras da praia e plataformas balneares de Riazor".
Fora da cidade desenhou o edifício José Carrera em Corcubión (1924).